# Good girl art

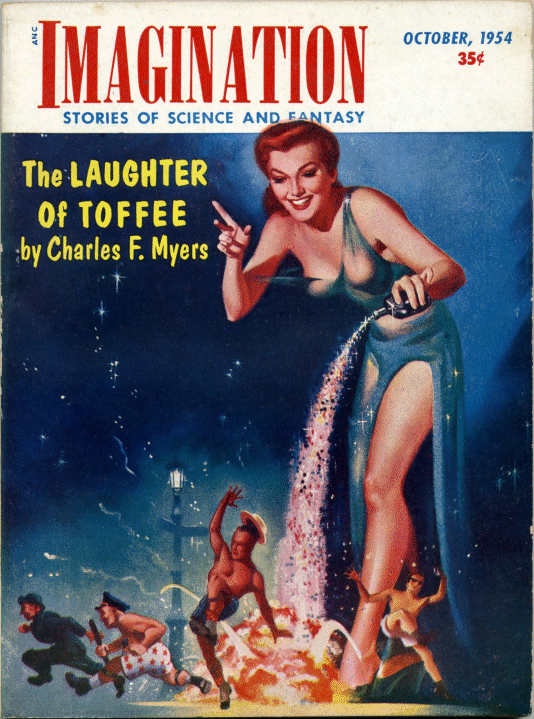
Capa de Harold W. McCauley para a revista pulp Imagination.

Good girl art é um estilo de ilustração, aonde o artista retrata mulheres atraentes para capas de revistas pulp ou para capa de revistas em quadrinhos, sendo ambas direcionadas ao público adulto.